# باول بيكر
باول بيكر هو مصمم رقص كندي، ولد في 5 يوليو 1985 في فيكتوريا في كندا.

## وصلات خارجية
- الموقع الرسمي
- باول بيكر على موقع IMDb (الإنجليزية)
- باول بيكر على موقع قاعدة بيانات الفيلم (الإنجليزية)